# 普尔切纳
普尔切纳，是西班牙安达卢西亚自治区阿尔梅里亚省的一个市镇。 总面积57km2, 总人口1630人（2001年），人口密度29人/km2。